# Nicola Conci (musicista)
Nicola Conci (23 novembre 1939) è un direttore di coro, compositore e musicista italiano.

## Biografia
Nicola Conci inizia a cinque anni lo studio del pianoforte sotto la guida di Aldo Ciccolini a Napoli, trasferitosi successivamente a Trento proseguì gli studi musicali conseguendo il diploma con Iris Niccolini presso il Conservatorio di Bolzano, ove si iscrisse alla scuola di Composizione di Andrea Mascagni; conseguendo inoltre i diplomi di Canto, ramo didattico e di Musica corale e direzione di coro.
Fonda a Trento nel 1967 il coro di voci bianche I Minipolifonici, con il quale, dal 1970, partecipa a numerosi concorsi nazionali e internazionali (Arezzo, Prato, Tosculano Maderno), svolgendo concerti, recital, collaborazioni con orchestre sinfoniche e liriche in tutta Europa.
È chiamato al Teatro alla Scala di Milano dove, fra il 1988 e il 1993, ricopre la carica di direttore del Coro di Voci bianche, collaborando con direttori quali Riccardo Muti, Gianandrea Gavazzeni, Zubin Mehta, Lorin Maazel e altri.
Assieme alla moglie, Eleonora Dalbosco, fonda nel 1993 "I Minipolifonici della Città di Milano" con i quali esegue concerti in Italia e all'estero, incide un CD con musiche di Mozart, Haydn e Schubert in collaborazione con la Camerata strumentale e, per conto della Feniarco, il CD "Giro, giro canto", contenente canti per bambini.
Tiene corsi di Didattica corale, di Formazione musicale infantile e di Direzione di coro in Italia, in Francia, in Belgio e in Ungheria. È autore di diverse pubblicazioni contenenti canti per bambini per la scuola materna per la primaria e per la scuola secondaria inferiore.
Il Presidente della Repubblica Oscar Luigi Scalfaro gli ha conferito nel 1996 l'onorificenza di Commendatore per meriti artistici, pedagogici e culturali.
Trasferisce nel 2002 la sede legale dei Minipolifonici in Umbria, dove dirige il centro didattico de "I Minipolifonici".